# Catenicellopsis delicatula
Catenicellopsis delicatula är en mossdjursart som först beskrevs av Wilson 1880.  Catenicellopsis delicatula ingår i släktet Catenicellopsis och familjen Catenicellidae. Inga underarter finns listade i Catalogue of Life.